# Toulskaïa (métro de Moscou)
Toulskaïa (en russe : Ту́льская et en anglais : Serpukhovskaya) est une station de la ligne Serpoukhovsko-Timiriazevskaïa (ligne 9 grise) du métro de Moscou, située sur le territoire de le raïon Danilovski dans le district administratif sud de Moscou.

## Situation sur le réseau
Établie en souterrain, à 10 mètres sous le niveau du sol, la station Toulskaïa est située au point 71+02 de la ligne Serpoukhovsko-Timiriazevskaïa (ligne 9 grise), entre les stations Serpoukhovskaïa (en direction de Altoufievo) et Nagatinskaïa (en direction de Boulvar Dmitria Donskogo).